# Gérard Sabatier
Pour les articles homonymes, voir Sabatier.
Gérard Sabatier, né en 1941 au Puy-en-Velay (Haute-Loire), est un universitaire et historien français.
Il est un spécialiste de l'histoire culturelle et de l'histoire des représentations, particulièrement de la monarchie française au XVIIe siècle.

## Biographie

### Jeunesse et formation
Il nait au Puy-en-Velay où son père est cadre aux Tanneries du Puy. Du côté paternel, il est issu d'une lignée d'instituteurs d'origine paysanne qu'il définit comme « un pur produit de la IIIe République ». Sa mère vient elle d'un milieu paysan et commerçant catholique. Après le lycée au Puy, il fait une année d'hypokhâgne au lycée du Parc à Lyon puis deux ans au lycée Claude-Fauriel à Saint-Étienne. Il échoue de peu l'école normale supérieure de Saint-Cloud et poursuit alors des études d'histoire à l'université de Lyon. Il passe son DES en 1964 (avec un mémoire sur les campagnes du Velay) puis obtient en 1965, l'agrégation d’histoire et est nommé professeur d'histoire-géographie au lycée Gabriel-Fauré à Foix (Ariège). Il fait ensuite son service national comme coopérant pendant deux ans en Tunisie, professeur dans les écoles normales de  La Marsa et de Carthage. Il rentre ensuite en France, et devient en 1969  professeur au lycée Emmanuel-Mounier à Grenoble (Isère).

### Carrière universitaire
À partir de 1971, il intègre université Pierre Mendès-France- Grenoble (Grenoble II) où il va faire toute sa carrière universitaire, d'abord comme assistant, puis maître de conférences. Docteur d’État ès lettres et sciences humaines en 1995, il y devient alors professeur d'histoire moderne, poste qu'il occupera jusqu'en 2005.
Il se spécialise dans l'histoire culturelle et l'histoire des représentations, en particulier autour de la monarchie française du XVIIe siècle. Il a publié un livre de référence en 1999 : Versailles ou la figure du Roi, où il s'intéresse à l'iconographie du château de Versailles au temps de Louis XIV.
Il est par ailleurs membre du comité scientifique du Centre de recherche du château de Versailles et, à ce titre, commissaire, avec Béatrix Saule, directrice du musée national du château de Versailles, de l'exposition « Le roi est mort ! » consacrée à la mort et aux funérailles de Louis XIV (novembre 2015-février 2016).
En 2016, il devient professeur émérite des universités.

### Télévision
En 2015, il participe à l'émission Secrets d'Histoire consacrée à Louis XIV, intitulée Louis XIV, le roi est mort, vive le roi !, diffusée le 1er septembre 2015 sur France 2.

## Publications

### Ouvrages
- Versailles ou la figure du Roi, Paris, Albin Michel, coll. « Bibliothèque Albin Michel », 1999, 701 p. (ISBN 978-2-226-10472-4)
- avec Sylvène Edouard, Les monarchies de France et d'Espagne, 1556-1715. Rituels et pratiques, Paris, Armand Colin, collection U, 2001
- Le prince et les arts : Stratégies figuratives de la monarchie française de la Renaissance à l'âge baroque, Seyssel, France, Champ Vallon, 2010, 400 p. (ISBN 978-2-87673-542-2)
- dir., Claude-François Ménestrier : les jésuites et le monde des images, Grenoble, Presses Universitaires de Grenoble, 2009
- dir. avec Margarita Torrione, Louis XIV espagnol? Madrid et Versailles, images et modèles, Paris, Éditions de la MSH, 2009
- dir. avec Juliusz A. Chrościcki et Mark Hengerer, Les funérailles princières en Europe, XVIe – XVIIIe siècle, Vol. I : Le grand théâtre de la mort, Paris, Editions de la MSH, 2012
- Le roi est mort. Louis XIV. 1715. Co-direction avec Béatrix Saule. Catalogue de l'exposition du château de Versailles sur les funérailles de Louis XIV, Co édition Tallandier, 2015

### Articles
- Avec Antonio Pinelli, Barbara Stollberg-Rilinger, Christine Tauber et Diane Bodart, « Le portrait du roi : entre art, histoire, anthropologie et sémiologie », Perspective, 1 | 2012, 11-28 [mis en ligne le 30 décembre 2013, consulté le 07 février 2022. URL : http://journals.openedition.org/perspective/423 ; DOI : https://doi.org/10.4000/perspective.423].
- Économie et vie paysanne en Velay aux XVIIe siècle et XVIIIe siècle : le domaine de l’Hôtel-Dieu au Poux : in Cahiers de la Haute-Loire 1981, Le Puy-en-Velay, Cahiers de la Haute-Loire, 1981 (lire en ligne)
- Les mesures anciennes en Velay, éléments pour une métrologie d’Ancien Régime : in Cahiers de la Haute-Loire 1975, Le Puy-en-Velay, Cahiers de la Haute-Loire, 1975 (lire en ligne)
- Le Puy en 1695 : in Cahiers de la Haute-Loire 1969, Le Puy-en-Velay, Cahiers de la Haute-Loire, 1969 (lire en ligne)
- La crise économique de 1709 en Velay : in Cahiers de la Haute-Loire 1965, Le Puy-en-Velay, Cahiers de la Haute-Loire, 1965 (lire en ligne)